# Medaillenspiegel der Olympischen Jugend-Winterspiele 2012

Logo der 1. Olympischen Jugend-Winterspiele 2012

Die Tabelle stellt den Medaillenspiegel der 1. Olympischen Jugend-Winterspiele 2012 im österreichischen Innsbruck dar. Die Platzierungen sind nach lexikographischer Ordnung nach der Anzahl der gewonnenen Goldmedaillen sortiert, gefolgt von der Anzahl der Silber- und Bronzemedaillen. Weisen zwei oder mehr Länder eine identische Medaillenbilanz auf, werden sie alphabetisch geordnet auf dem gleichen Rang geführt.
Als erfolgreichste Nation unter 70 Teilnehmerländern ging Deutschland mit acht Gold-, sieben Silber- und zwei Bronzemedaillen aus den Wettkämpfen hervor, gefolgt von China und Gastgeber Österreich. Insgesamt konnten Athleten aus 30 Staaten mindestens eine Medaille gewinnen. Die Zwergstaaten Andorra und Monaco gewannen ihre ersten olympischen Medaillen, während Marokko als erste afrikanische Nation eine Medaille bei Olympischen Winterspielen feiern konnte.
Neben den 60 gewöhnlichen Wettbewerben fanden drei Disziplinen mit Mannschaften aus verschiedenen Nationalen Olympischen Komitees statt. Die dort gewonnenen Medaillen werden im Medaillenspiegel ohne Rang als Gemischte Mannschaft aufgeführt.
Mit insgesamt 37 Goldmedaillen führt China weiterhin den Ewigen Medaillenspiegel der Olympischen Jugendspiele an; Zweitplatzierter ist Russland (23 Goldmedaillen) vor Südkorea (17 Goldmedaillen); siehe dazu auch den Medaillenspiegel der Olympischen Jugend-Sommerspiele 2010.
Insgesamt wurden in 63 Wettbewerben Medaillen vergeben.

## Medaillenspiegel
| Platz | Mannschaft           | Gold | Silber | Bronze | Gesamt |
| ----- | -------------------- | ---- | ------ | ------ | ------ |
| 01    | Deutschland          | 8    | 7      | 2      | 17     |
| 02    | Volksrepublik China  | 7    | 4      | 4      | 15     |
| 03    | Österreich           | 6    | 4      | 3      | 13     |
| 04    | Südkorea             | 6    | 3      | 2      | 11     |
| 05    | Russland             | 5    | 4      | 7      | 16     |
| 06    | Niederlande          | 4    | 1      | 2      | 7      |
| 07    | Gemischte Mannschaft | 3    | 3      | 3      | 9      |
| 08    | Schweiz              | 3    | —      | 5      | 8      |
| 09    | Japan                | 2    | 5      | 9      | 16     |
| 10    | Norwegen             | 2    | 5      | 2      | 9      |
| 11    | Vereinigte Staaten   | 2    | 3      | 3      | 8      |
| 12    | Frankreich           | 2    | 2      | 5      | 9      |
| 13    | Italien              | 2    | 2      | 1      | 5      |
| 14    | Finnland             | 2    | 2      | —      | 4      |
| 0     | Schweden             | 2    | 2      | —      | 4      |
| 16    | Kanada               | 2    | 1      | 6      | 9      |
| 17    | Slowenien            | 1    | 4      | 2      | 7      |
| 18    | Lettland             | 1    | 1      | 1      | 3      |
| 19    | Tschechien           | 1    | 1      | —      | 2      |
| 20    | Marokko              | 1    | —      | —      | 1      |
| 0     | Slowakei             | 1    | —      | —      | 1      |
| 22    | Estland              | —    | 2      | —      | 2      |
| 0     | Ungarn               | —    | 2      | —      | 2      |
| 24    | Kasachstan           | —    | 1      | 2      | 3      |
| 25    | Belgien              | —    | 1      | —      | 1      |
| 0     | Ukraine              | —    | 1      | —      | 1      |
| 0     | Großbritannien       | —    | 1      | —      | 1      |
| 0     | Belarus              | —    | 1      | —      | 1      |
| 29    | Australien           | —    | —      | 2      | 2      |
| 30    | Andorra              | —    | —      | 1      | 1      |
| 0     | Monaco               | —    | —      | 1      | 1      |
|       | Gesamt               | 63   | 63     | 63     | 189    |